# Håvard Bjerkeli
Håvard Bjerkeli (ur. 5 sierpnia 1977 w Isfjorden) – norweski biegacz narciarski, srebrny medalista mistrzostw świata.

## Kariera
Igrzyska olimpijskie w Salt Lake City w 2002 roku były pierwszymi i zarazem ostatnimi w jego karierze. W swoim jedynym starcie na tych igrzyskach, w sprincie techniką dowolną zajął 13. miejsce.
W 2003 roku wystartował na mistrzostwach świata w Val di Fiemme. Osiągnął tam swój największy sukces w karierze zdobywając srebrny medal w sprincie techniką dowolną, ulegając jedynie Thobiasowi Fredrikssonowi ze Szwecji o zaledwie 0,8 sekundy. Trzecie miejsce na podium zajął kolejny Norweg Tor Arne Hetland, który stracił do Bjerkeliego 0,6 sekundy. Na tych samych mistrzostwach Bjerkeli zajął 30. miejsce na dystansie 50 km stylem dowolnym. Na kolejnych mistrzostwach świata już nie startował.
Najlepsze wyniki w Pucharze Świata osiągnął w sezonie 2003/2004, kiedy to zajął 18. miejsce w klasyfikacji generalnej, a w klasyfikacji sprintu był trzeci. W 2006 roku zakończył karierę.

## Osiągnięcia

### Igrzyska olimpijskie
| Miejsce | Dzień     | Rok  | Miejscowość    | Konkurencja         | Czas biegu | Strata | Zwycięzca        |
| ------- | --------- | ---- | -------------- | ------------------- | ---------- | ------ | ---------------- |
| 13.     | 19 lutego | 2002 | Salt Lake City | Sprint st. dowolnym | 2:56,9     | -      | Tor Arne Hetland |

### Mistrzostwa świata
| Miejsce | Dzień     | Rok  | Miejscowość   | Konkurencja            | Czas biegu | Strata  | Zwycięzca           |
| ------- | --------- | ---- | ------------- | ---------------------- | ---------- | ------- | ------------------- |
| 2.      | 26 lutego | 2003 | Val di Fiemme | Sprint stylem dowolnym | 3:12,1     | +0,8    | Thobias Fredriksson |
| 30.     | 1 marca   | 2003 | Val di Fiemme | 50 km stylem dowolnym  | 1:54:25,3  | +4:22,0 | Martin Koukal       |

### Puchar Świata

#### Miejsca w klasyfikacji generalnej
- sezon 1998/1999: 59.
- sezon 1999/2000: 37.
- sezon 2000/2001: 36.
- sezon 2001/2002: 18.
- sezon 2002/2003: 27.
- sezon 2003/2004: 18.
- sezon 2004/2005: 89.
- sezon 2005/2006: 73.

#### Miejsca na podium
| Nr | Dzień       | Rok  | Miejscowość | Konkurencja              | Czas biegu | Strata | Pozycja | Zwycięzca           |
| -- | ----------- | ---- | ----------- | ------------------------ | ---------- | ------ | ------- | ------------------- |
| 1. | 29 grudnia  | 1999 | Kitzbühel   | Sprint stylem dowolnym   | -          | -      | 3       | Morten Brørs        |
| 2. | 29 grudnia  | 2001 | Salzburg    | Sprint stylem klasycznym | -          | -      | 1       | -                   |
| 3. | 6 marca     | 2003 | Oslo        | Sprint stylem klasycznym | -          | -      | 1       |                     |
| 4. | 18 stycznia | 2004 | Nové Město  | Sprint stylem dowolnym   | -          | -      | 3       | Thobias Fredriksson |
| 5. | 26 lutego   | 2004 | Drammen     | Sprint stylem klasycznym | -          | -      | 1       | -                   |